# Nissebanden
Nissebanden är en julkalender som visades första gången på DR1 1984. Julkalendern handlar om Nissebanden som ska hjälpa jultomten med att återfå sitt goda humör. 1989 fick serien efterföljaren Nissebanden i Grønland och senare Nissenes Ø 2003. Nissebanden har visats i repris 1992, 2001, 2015 och senast 2020.
2009 valdes julkalendern som den näst bästa av Politikens läsare med bara fyra röster upp till Jul på Slottet på första platsen.

## Handling
Jultomten har förlorat sitt goda humör eftersom det har blivit hål i påsen han förvarade det i. Om inte jultomten får sitt goda humör tillbaka blir det ingen jul. Agenttomte A-38 (Hans Dal) sätter Nissebanden, som består av Hr. Mortensen (Arne Hansen), Gemyse (Kirsten Peüliche), Skipper (Lars Knutzon), Lunte (Flemming Jensen) och Pil (Kirsten Lehfeldt), på uppdraget. För att han ska få sitt goda humören tillbaka behöver Nissebanden hitta de fyra saker som jultomtens goda humör består av. Från sitt hemliga gömställe i en kvarn åker tomtarna ut på uppdrag. De skickar sina insamlade humör-prover med flaskpost till A-38 som testar dem med en humör-o-meter.
I slutet av varje avsnitt serverar Lunte risgrynsgröt med smör som han kastar med en sked. Nissebanden har dessutom sällskap av sankt bernhardshunden Julius som varje kväll lyckas knuffa Hr. Mortensen ur sängen, så att han slutar med att sova på matbordet.

## Rollista
- Flemming Jensen – Lunte (gröt- och förrådstomte)
- Kirsten Peüliche – Gemyse (kammartomte)
- Lars Knutzon – Skipper (skeppstomte)
- Kirsten Lehfeldt – Pil (ungtomte)
- Arne Hansen – Hr. Mortensen (arkivtomte)
- Hans Dal – A-38 (tomteagent)

Dessutom medverkade Josef Aarskov, Kurt Damsgaard, Per Pallesen, Ole Emil Riisager, Tom McEwan, Thomas Eje, Ove Sprogøe, Poul Bundgaard och Ulf Pilgaard.

## Produktion

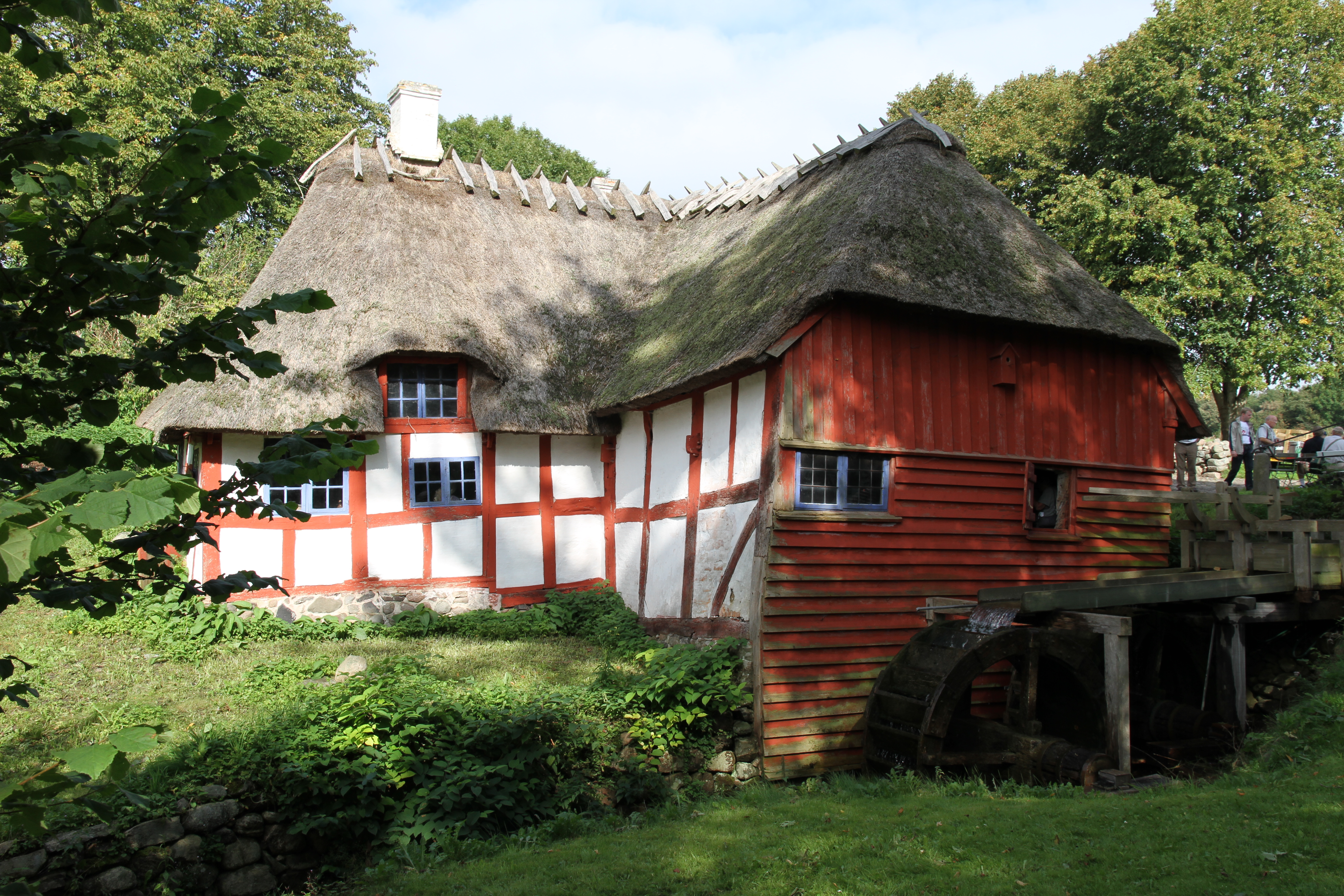
Kaleko kvarn, Nissebandens hemliga gömställe.

Inspelningarna av tomtarnas tillhåll pågick i och omkring Kaleko kvarn på Fyn. Inomhusscenerna spelades in i studio i Tåstrup sommaren 1984. Dessutom användes kvarnhjulet från Børkop kvarn i introt till varje avsnitt.
Manuset skrevs av Flemming Jensen i samarbete med Hans Dal som också skrev musiken. Serien regisserades av Per Pallesen.

### Utgivning
Vid reprissändningen 2001 släpptes en CD med olika datorspel för barn och tre av sångerna från julkalendern. Det släpptes också en bok, där seriens 24 avsnitt hade skrivits om av Jesper Klein till var sitt kapitel.